# Egéralkatúak
Az egéralkatúak (Myomorpha) az emlősök (Mammalia) osztályába és a rágcsálók (Rodentia) rendjébe tartozó alrend.

## Rendszerezés
Az alrendbe az alábbi 2 öregcsalád, 7 család és 1698 faj tartozik:
- Dipodoidea Fischer de Waldheim, 1817
  - ugróegérfélék (Dipodidae) Fischer de Waldheim, 1817 – 51 faj
- Muroidea Illiger, 1811
  - Calomyscidae Vorontsov & Potapova, 1979 – 8 faj
  - hörcsögfélék (Cricetidae) Fischer de Waldheim, 1817 – 717 faj
  - egérfélék (Muridae) Illiger, 1811 - 817 faj
  - madagaszkáriegér-félék (Nesomyidae) Major, 1897 – 66 faj
  - tüskéspelefélék (Platacanthomyidae) Alston, 1876 – 3 faj
  - földikutyafélék (Spalacidae) Gray, 1821 – 36 faj